# Phil Gold
Phil Gold (* 17. September 1936 in Montreal) ist ein kanadischer Krebsforscher und Onkologe. Er gilt als Pionier der Krebsimmunologie und der Entwicklung von Tumormarkern.

## Leben
Gold ist ein Kind polnischer Einwanderer. Er erwarb an der McGill University in Montreal 1957 einen Bachelor in Physiologie und 1961 einen Master in Physiologie und den M.D. als Abschluss des Medizinstudiums und 1965 mit der Arbeit Carcinoembryonic Antigens of the Human Digestive System einen Ph.D. in Physiologie und Immunologie. Anschließend ließ er sich zum Facharzt für Innere Medizin und zum Facharzt für Immunologie und Allergologie ausbilden.
Gold erhielt eine Professur für Innere Medizin und Physiologie an der McGill University und wurde Direktor der Abteilung für klinische Immunologie und Allergologie im Montreal General Hospital. 1978 wurde er erster Direktor des McGill Cancer Centre. 1980 wurde er ärztlicher Leiter (Physician-in-Chief) des Montreal General Hospital. Von 1985 bis 1990 war er Chefarzt (Chairman) der Inneren Medizin. 1995 übernahm er die Leitung des Zentrums für klinische Forschung des McGill University Health Centre.

## Wirken
Gemeinsam mit Samuel O. Freedman entdeckte Gold 1965 das Carcinoembryonale Antigen (CEA) und konnte sowohl seine biologische und klinische Bedeutung aufklären als auch einen spezifischen Antikörper zur Messung des CEA entwickeln. CEA dient heute als Tumormarker für das kolorektale Karzinom und andere bösartige Tumoren.
Neben zahlreichen Mitgliedschaften und Funktionen in nationalen und internationalen Organisationen und Fachgesellschaften ist Gold Gründungsmitglied der International Society for Oncodevelopmental Biology and Medicine und Mitglied des wissenschaftlichen Beirats des American Board of Medical Laboratory Immunology.

## Auszeichnungen (Auswahl)
- 1977 Mitglied der Royal Society of Canada[2]
- 1978 Officer des Order of Canada[3]
- 1978 Gairdner Foundation International Award[4]
- 1978 Johann-Georg-Zimmermann-Wissenschaftspreis[5]
- 1983 F.N.G. Starr Award der Canadian Medical Association[6]
- 1985 Companion des Order of Canada[3]
- 1989 Officer des Ordre national du Québec[7]
- 1997 Fellow der American Association for the Advancement of Science[8]
- 2010 Aufnahme in die Canadian Medical Hall of Fame[9]